# Sony α6000
La Sony α6000 è una fotocamera mirrorless con obiettivi intercambiabili compatta creata dalla Sony. È uscita sul mercato il 12 febbraio 2014 ed è una delle mirrorless compatte più vendute nella fascia di prezzo tra i 400€ e i 600€. La fotocamera viene classificata come mid-range e offre varie funzionalità avanzate per uso amatoriale e professionale.

## Caratteristiche
Il sensore della Sony α6000 ha una risoluzione di 24,3 Megapixel permettendo, così, di realizzare foto di formato 4000x6000 dpi. La fotocamera è in grado anche di realizzare video con una risoluzione massima di 1080p fino a 50fps; i formati disponibili sono MP4, AVCHD e XAVC S.